# The Roads Not Taken
The Roads Not Taken —titulada Caminos No Elegidos en español— es una película dramática de 2020 escrita y dirigida por Sally Potter. La película está protagonizada por Javier Bardem, Elle Fanning, Salma Hayek y Laura Linney.
The Roads Not Taken tuvo su estreno mundial en el Festival Internacional de Cine de Berlín el 26 de febrero de 2020 y fue estrenado el 13 de marzo de 2020 por Bleecker Street. 

## Sinopsis

### Nueva York
Leo yace en la cama, ajeno al sonido del teléfono y al timbre de la puerta. Su hija, Molly, llega pronto y le pregunta por qué no contestó el teléfono ni la puerta. Leo murmura para sí mismo mientras su cuidadora, Xenia, comienza a pasar la aspiradora. Debido a su demencia, le cuesta mantenerse concentrado y prepararse para sus citas médicas.
Leo y Molly finalmente logran salir del apartamento y tomar un taxi . De camino al dentista, no cumple con las instrucciones del dentista y se orina él mismo. Después de cambiarse de ropa, Molly mete a su padre en otro taxi solo para que Leo se confunda y salga tropezando por la puerta del pasajero, golpeándose la cabeza. El taxista llama a una ambulancia y llevan a Leo a urgencias. La madre de Molly, Rita, llega y regaña a su exmarido por su comportamiento. Molly discute con Rita y el médico que atiende a Leo mientras Leo se fija en su perro muerto, Néstor.
Una vez dada de alta, Molly lleva a Leo a Costco, donde él desaparece mientras ella atiende una importante llamada telefónica de su jefe. Más tarde, encuentra a Leo sollozando, agarrando con fuerza a un perro que cree que es Néstor. Luego, una mujer llama a seguridad, acusando a Leo de intentar robar su perro. Luego le lanza insultos con carga racial mientras la seguridad lo derriba al suelo. Los guardias dejaron ir a Leo después de que Molly les explicara su condición médica.
Molly lleva a Leo al optometrista, donde nuevamente no sigue las instrucciones. Afuera, Molly recibe una llamada de su jefe informándole que su proyecto ha sido entregado a otra persona. Le dice a su padre que ya no puede seguir fingiendo. Más tarde esa noche, Leo sale de su apartamento y deambula descalzo por las calles mientras Molly lo busca frenéticamente. Finalmente es rescatado por dos taxistas.

### México
Dolores, la esposa de Leo, le ruega que se levante de la cama y se prepare. En la cocina, la encuentra preparando una bolsa llena de flores arregladas antes de partir en su camioneta. Leo la persigue. En el coche, discute con Dolores sobre qué camino tomar, lo que le lleva a salir del vehículo en estado de delirio. Dolores se marcha, dejando a Leo en el camino del desierto. Hace autostop hasta la ciudad en la parte trasera de un camión de maíz.
Esa noche, Leo se topa con una celebración del Día de Muertos en el cementerio local. Dolores lo guía a la tumba de su hijo fallecido, Néstor, donde Leo se derrumba y se culpa por su muerte. Dolores y Leo se abrazan entre lágrimas, reflexionando sobre su tristeza y deseo de recuperar a su hijo.

### Grecia
Leo se sienta junto al mar en una taberna dirigida por su amigo Mikael, y conoce y conversa con la turista alemana Anni, quien le recuerda a su hija en casa. Hablan de la novela inacabada de Leo sobre un hombre que debe elegir entre regresar a casa o continuar su viaje en el exilio. A lo largo del día, Leo frenético busca su opinión sobre su trabajo, para disgusto de los amigos de Anni. Preguntarle a Leo si realmente se siente cómodo con la idea de que renunció a su familia para poder escribir, lo que Leo no puede responder.
Esa noche, Anni y sus amigos se embarcan en un crucero de fiesta que Leo sigue en secreto con su bote de remos hasta mar abierto. El crucero lo deja atrás y Leo se cansa intentando alcanzarlo. A la mañana siguiente, un grupo de pescadores encuentra a Leo muerto en su bote de remos y registra su cuerpo para identificarlo.

### Nueva York
La policía entrega a Leo a Molly y lo lleva de regreso a su apartamento. Comienza a contar las historias que cree que corren paralelas a su propia vida, incluido su matrimonio en México cuando era joven y su inesperada muerte en Grecia. Molly le dice que una vez estuvo casado con una mujer llamada Dolores antes de emigrar a los Estados Unidos y que se había escapado a Grecia cuando nació Molly, pero regresó después de darse cuenta de su error. Molly se sienta junto a su cama y promete quedarse a su lado; Mientras tanto, una versión paralela de Molly empaca sus cosas y sale del apartamento de Leo.

## Elenco
- Javier Bardem como Leo
- Elle Fanning como Molly
- Salma Hayek como Dolores
- Laura Linney como Rita
- Branka Katić como Xenia
- Milena Tscharntke como Anni
- Dimitri Andreas como Mikael
- Gerard Cordero como el oficial de policía Amentá

## Producción
En diciembre de 2018, se anunció que Javier Bardem, Elle Fanning, Salma Hayek, Laura Linney y Chris Rock se habían unido al elenco de la película, con Sally Potter dirigiendo y escribiendo el guion. Christopher Sheppard se desempeñaría como productor bajo su marca Adventure Pictures, mientras que BBC Films, HanWay Films, British Film Institute, Ingenious Media, Chimney Pot, Sverige AB, Adventure Pictures y Film i Väst también producirían la película. La película también fue producida en asociación con Washington Square Films . Bleecker Street actuaría como principal distribuidor de la película. La producción comenzó ese mismo mes.  Durante la postproducción, las escenas de Rock fueron eliminadas por completo de la película. 
La película está dedicada a Nic Potter, el hermano de Sally, que padecía la enfermedad de Pick, un tipo de demencia.

### Localizaciones de rodaje
A finales de 2018 los protagonistas se desplazaron a la provincia de Almería, para rodar diferentes secuencias en la Isleta del Moro simulando el paso por Grecia, desierto de Tabernas y en el cementerio de Almería las escenas pertenecientes a México y en las inmediaciones del puerto de Almería.

## Lanzamiento
En septiembre de 2019, se anunció que Focus Features había adquirido los derechos de distribución internacional.  Tuvo su estreno mundial en el Festival Internacional de Cine de Berlín el 26 de febrero de 2020.   Fue lanzado en Estados Unidos el 13 de marzo de 2020.  Sin embargo, debido a la pandemia de COVID-19, Bleecker Street se asoció con distribuidores para transmitir virtualmente la película en los sitios web de los cines participantes dividiendo los ingresos a partir del 10 de abril de 2020. 

## Recepción
En Rotten Tomatoes, la película tiene un índice de aprobación del 43% según 47 reseñas, con una calificación promedio de 5.1/10 . El consenso crítico del sitio dice: " The Roads Not Taken es el resultado bien interpretado de una visión innegablemente singular, una que en última instancia es frustrante y fatalmente inerte".  En Metacritic, la película tiene una puntuación promedio ponderada de 42 sobre 100, basada en 19 críticas, lo que indica "críticas mixtas o promedio". 
Escribiendo para RogerEbert.com, Tomris Laffly le dio a la película 2 de 4 estrellas, escribiendo que "[a lo largo de] estas narrativas sustanciosas y competitivas, Bardem entra y sale creíblemente de sus tres personajes con matices. Sin embargo, de alguna manera, Potter no puede parecer para conectar los puntos entre estos puntos de vista evocadores pero torpemente editados". 